# Lichterkette (Beleuchtung)

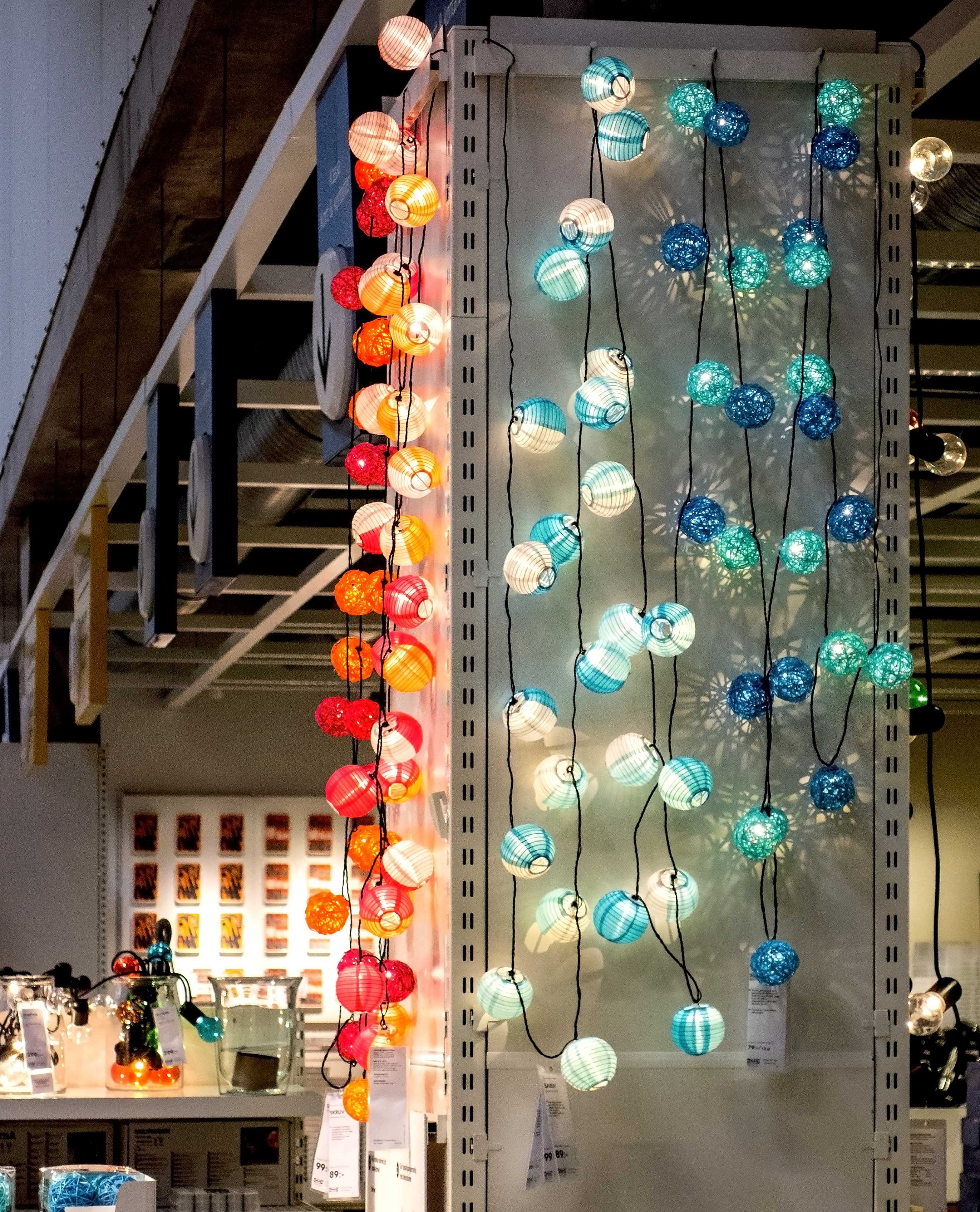
Lichterketten

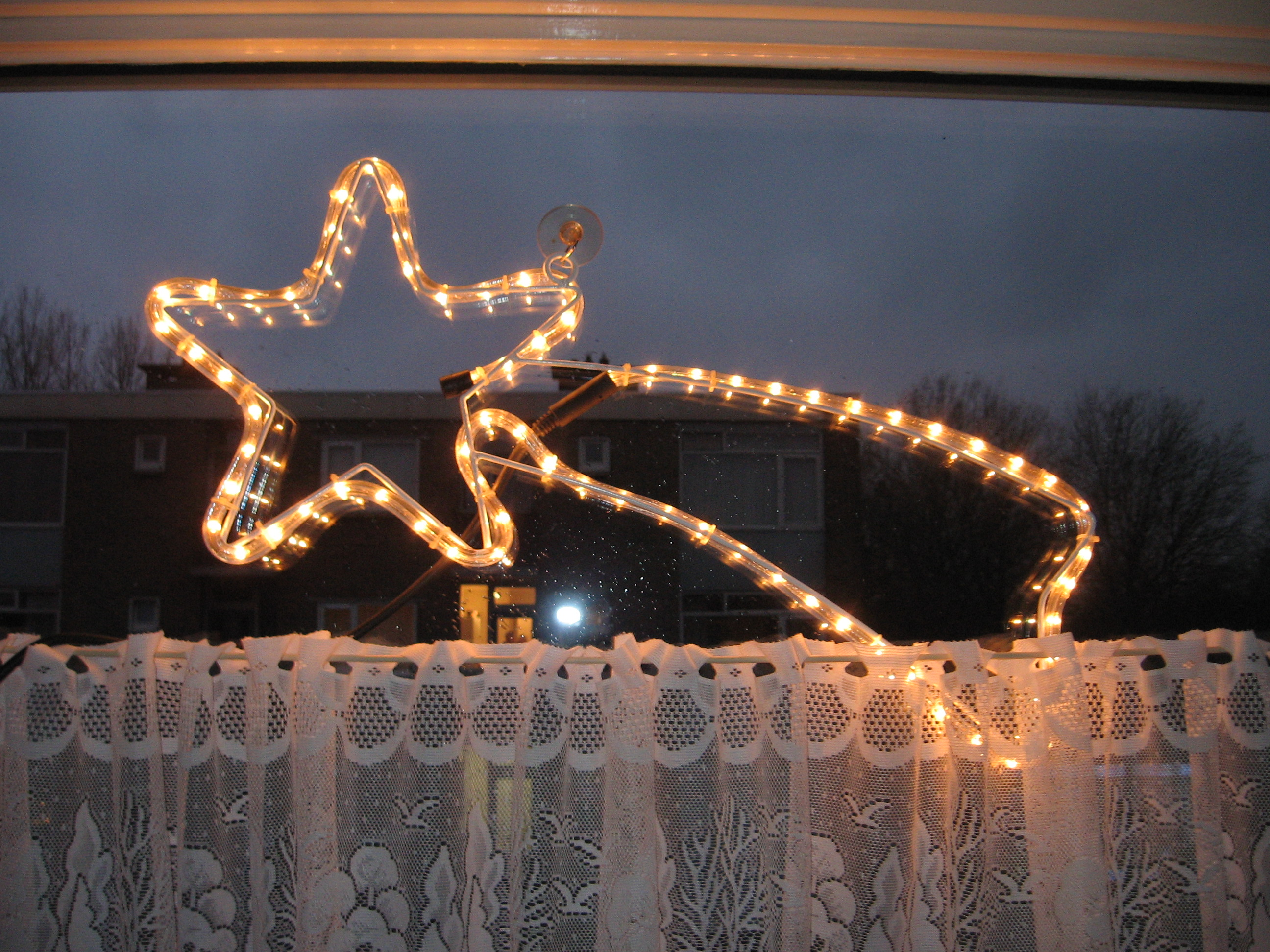
Lichterkette als Weihnachtsdekoration, Dreikönigsstern

Eine Lichterkette besteht aus mehreren Leuchtmitteln an einem gemeinsamen Träger.

## Geschichte
Die Idee, Glühbirnen zu einer Lichterkette zusammen zu schalten, geht auf Edward Hibberd Johnson (ein Angestellter Thomas Edisons) zurück, der 1882 erstmals 80 blaue, rote und weiße Glühbirnen zu einer Kette verband, 1884 waren es bereits 120 Glühbirnen. 1894 übernahm US-Präsident Grover Cleveland die Tradition, den Weihnachtsbaum im Weißen Haus mit einer Lichterkette zu schmücken. Eine Lichterkette mit 16 Glühbirnen kostete 12 $ im Jahr 1900.

## Machart
Lichterketten wurden früher oft nur mit Netzspannung (z. B. 230 V) betrieben; aus Sicherheitsgründen sind viele heute mit Netzanschlussgerät und Kleinspannung (z. B. 24 V) im Handel. In der Europäischen Union gilt, dass Lichterketten, die für die Benutzung im Freien geeignet sind, einer entsprechenden Schutzart genügen müssen, z. B. IP 44, dargestellt durch diese Zeichenfolge oder das Symbol eines Wassertropfens im Dreieck.

## Schaltung

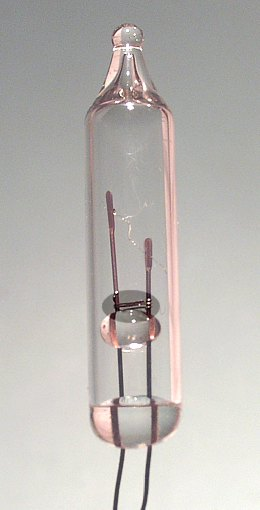
Glassockellampe aus Lichterkette mit Strombrücke aus um die Anschlüsse umwickelten, eloxierten Aluminiumdraht, dunkelgrau hervorgehoben

Damit bei Ketten aus in Reihenschaltung betriebenen Glühlampen beim Durchbrennen einer Lampe nicht die gesamte Beleuchtung ausfällt und die defekte Lampe ortbar ist, befindet sich in jeder Lampe einer solchen Lichterkette eine Strombrücke aus eloxierten Aluminiumdraht. Teurer und baulich größer ist ein Varistor, der den Stromfluss auch bei unterbrochenem Glühfaden sicherstellt. Allerdings sollten defekte Glühbirnen möglichst bald ausgetauscht werden, da sich die Spannung auf den übrigen durch den Ausfall erhöht, was deren Lebensdauer herabsetzt und zu einer übermäßigen Erhitzung (Brandgefahr) führt. In aktuellen Lichterketten ist daher eine Lampe besonders gekennzeichnet (z. B. durch einen weißen Ring), diese verfügt nicht über eine Strombrücke und wirkt als Überlastungssicherung bei Ausfall mehrerer Lampen der Lichterkette.

## Weihnachtsdekoration
Traditionelle Lichterketten, welche zum Weihnachtsfest verwendet werden, haben häufig Glühlampen in Kerzenform und werden anstelle von Kerzen an den Zweigen eines Weihnachtsbaums befestigt, wozu entsprechende Klammern an den Fassungen angebracht sind. Bei vielen Lichterketten kann das eine Ende der Leitung vom Stecker gelöst werden, wodurch das Anbringen der Lichterkette am Baum erleichtert wird. Neben Lichterketten mit Birnen bzw. Fassungen in Kerzenform wurden früher für die Verwendung am Weihnachtsbaum auch Ketten hergestellt, bei denen die Glühbirnen die Form von traditionellem Glas-Christbaumschmuck, also z. B. Nüssen, Engelsfiguren oder Kugeln hatten. Eine modernere Variante sind entsprechend geformte Kunststoffkörper, die auf die Glühbirnen gesteckt werden. Ebenfalls erhältlich sind Lichterketten mit Blinkfunktion.

## LED-Ketten
Weil immer mehr auf Energieeffizienz geachtet wird, kommen mehr Lichterketten mit Leuchtdioden auf. Sie haben einen viel geringeren Stromverbrauch (bis zu 80 % weniger gegenüber Glühlämpchen), sind prinzipbedingt wegen des fehlenden, filigranen Glühdrahts deutlich höher schlag- und bruchfest und haben zudem eine weitaus höhere Lebensdauer. Wegen der höheren Lichtausbeute ergibt sich die geringeren Erwärmung der Leuchtdioden, auch die Brandgefahr reduziert. 
Es sind viele Lichtfarben möglich, neben der klassischen, kerzenlichtartigen Lichtfarbe "Bernstein" auch "warmweiß" oder in den LED-Grundfarben rot, gelb, grün und blau.

## Lichterschläuche
Miniaturglühlämpchen als auch Leuchtdioden können auch in transparente Schläuche eingelassen sein. Der Schlauch wirkt als Verteiler für das Licht und schützt die dünnen Kabel der Lichterkette dagegen, dass sie beim Hängenbleiben reißen. Sie werden für Festivitäten und Partys oder als reguläre, dekorative Hintergrundbeleuchtungen in Bars, Diskotheken und anderen Veranstaltungsräumen oder auch zu Hause verwendet.

## Schadstoffe
2019 testete der Bund für Umwelt und Naturschutz Deutschland in einer Stichprobe vier Lichterketten. Die Phthalate DEHP bzw. DBP überschritten die Grenzwerte der RoHS-Richtlinien bei drei der vier Produkte massiv. Dieselben drei Produkte haben auch den Grenzwert nach der EU-POP-Verordnung bei SCCP überschritten.